# Nuno Severiano Teixeira
Nuno Severiano Teixeira (ur. 5 listopada 1957 w Gwinea-Bissau) – portugalski historyk, politolog i badacz stosunków międzynarodowych, dyrektor Instytutu Obrony Narodowej (1996–2000), minister administracji i spraw wewnętrznych (2000–2002) oraz minister obrony narodowej (2006–2009).

## Życiorys
W 1981 ukończył historię na Uniwersytecie Lizbońskim. W 1994 doktoryzował się z dziedziny historii stosunków międzynarodowych w Europejskim Instytucie Uniwersyteckim we Florencji. W 2005 uzyskał kolejny stopień akademicki na podstawie pracy z dziedziny nauk politycznych i stosunków międzynarodowych obronionej na wydziale nauk społecznych Universidade Nova de Lisboa.
Jako nauczyciel akademicki związany m.in. z Universidade Nova de Lisboa, dochodząc do stanowiska profesora w katedrze nauk politycznych i stosunków międzynarodowych. Został również dyrektorem portugalskiego instytutu stosunków międzynarodowych na tej uczelni. Między 1989 a 1992 pracował jako badacz w Europejskim Instytucie Uniwersyteckim we Florencji. Później był m.in. visiting professor na Georgetown University (2000) oraz visiting fellow na Uniwersytecie Kalifornijskim w Berkeley (2003).
Od 1996 do 2000 pełnił obowiązki dyrektora Instytutu Obrony Narodowej (Instituto da Defesa Nacional). Związany z Partią Socjalistyczną. Od września 2000 do kwietnia 2002 sprawował urząd ministra administracji i spraw wewnętrznych w XIV rządzie konstytucyjnym Antónia Guterresa, a od lipca 2006 do października 2009 był ministrem obrony narodowej w XVII rządzie José Sócratesa.
Odznaczony Orderem Infanta Henryka klasy IV (2000) i II (2006).

## Publikacje
- O Ultimatum Inglês. Política Externa e Política Interna no Portugal de 1890, Edições Alfa, Lizbona 1990.
- O Poder e a Guerra. Objectivos nacionais e estratégias políticas na entrada de Portugal na Grande Guerra 1914–1918, Editorial Estampa, Lizbona 1996.
- L'Entrée du Portugal dans la Grande Guerre. Objectifs Nationaux et Stratégies Politiques, Economica, Paryż 1998.
- Portugal e a Guerra – História das intervenções militares portuguesas nos grandes conflitos mundiais do século XX, Edições Colibri, Lizbona 1999.
- A Primeira República Portuguesa. Entre o Liberalismo e o Autoritarismo, Edições Colibri, Lizbona 2000.
- Soutthern Europe and the Making of the European Union (razem z Antóniem Costą Pintą), Columbia University Press, Nowy Jork 2002.
- Coordenador da «Nova História Militar de Portugal, 5 tomów, Círculo de Leitores, Lizbona 2003.
- A Europa do Sul e a Construção da União Europeia (razem z Antóniem Costą Pintą), Imprensa de Ciências Sociais, Lizbona 2005.